# غريغوري سميث (راكب الكنو)
غريغوري سميث (بالإنجليزية: Gregory Smith)‏ (و. 1956  م) هو راكب الكنو كندي، ولد في برانتفورد، أونتاريو، شارك في الألعاب الأولمبية الصيفية 1976.

## روابط خارجية
- غريغوري سميث على موقع أوليمبيديا (الإنجليزية)